# Frederick Yates
Pour les articles homonymes, voir Yates.
Frederick Dewhurst Yates (né le 16 janvier 1884, mort le 10 novembre 1932) est un maître d'échecs britannique qui a remporté le championnat du Royaume-Uni à six reprises.

## Biographie
Yates n'était pas considéré comme l'un des meilleurs joueurs mondiaux, cependant, il pouvait se montrer très dangereux comme le montrent ses victoires contre Alexandre Alekhine, Max Euwe, Akiba Rubinstein ou encore Milan Vidmar. Il a cependant un score négatif contre eux : Alekhine +2 -10 =3, Euwe +2 -5 =1, Rubinstein +2 -8 =5 et Vidmar +1 -4 =1. Des joueurs au style positionnel, tels José Raúl Capablanca (+8 -0 =2) ou Géza Maróczy (+8 -0 =1) ne lui laissèrent que peu de chances.
Yates était réputé pour sa sportivité, publiant une de ses défaites contre Capablanca dans sa compilation de meilleures parties.
Sa pugnacité était également légendaire, il se battait avec la dernière énergie jusqu'à ce que tout espoir soit perdu. 
Sa victoire contre Alekhine à Carlsbad en 1923 montre une combinaison remarquable.
Yates est mort d'asphyxie pendant son sommeil.